# ۹ مه
۹ مه در تقویم گرگوری، صد و بیست و نهمین (در سال‌های کبیسه صد و سیمین) روز سال است. ۲۳۶ روز تا پایان سال باقی است.

## مناسبت‌ها
- روز جهانی یادبود درگذشتگان در جنگ جهانی دوم
- روز جهانی پرنده مهاجر

## مرگ‌ها
- ۱۹۶۲ - طیف، بازیگر ایرانی.
- ۱۹۷۷ - جیمز جونز، نویسنده آمریکایی.